# Charles D. Roberts

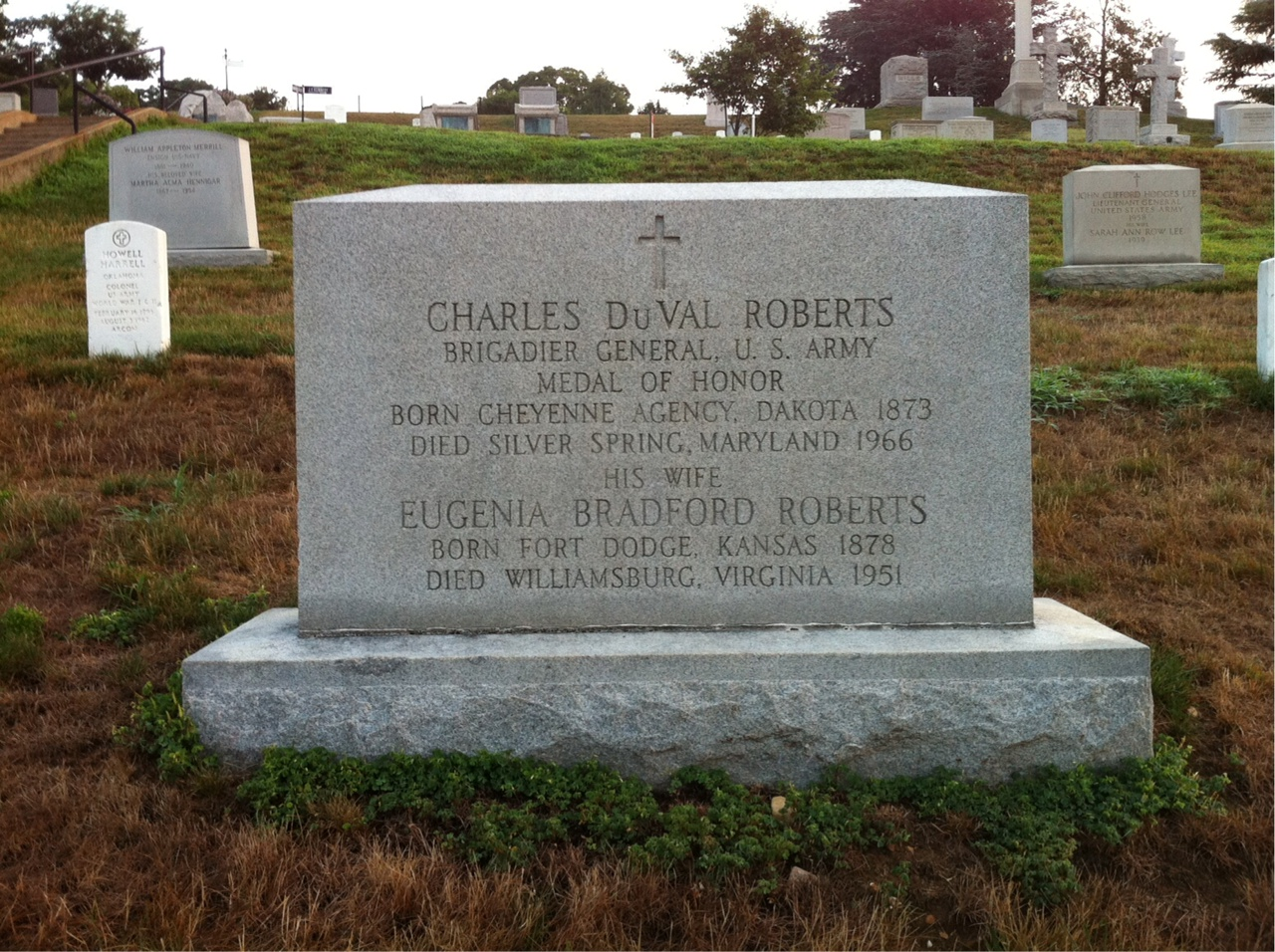
Grab von Charles Roberts auf dem Nationalfriedhof in Arlington

Charles DuVal Roberts (* 18. Juni 1873 in Cheyenne River Reservation, Dakota-Territorium, im heutigen South Dakota; † 24. Oktober 1966 in Silver Spring, Montgomery County, Maryland) war ein amerikanischer Offizier. Er war unter anderem Brigadegeneral der United States Army und Kommandeur der 1. Infanteriedivision.
Charles Roberts war ein Sohn von Cyrus Swan Roberts (1841–1917) und dessen Frau Nannie Rollins DuVal (1848–1904). Der Vater war Berufsoffizier der US-Army, der es bis zum Brigadegeneral brachte. Charles wuchs an verschiedenen Militärstandorten in den Vereinigten Staaten auf, an denen sein Vater gerade Dienst tat. Dazu gehörten auch Standorte im Westen zur Zeit der Indianerkriege. Nach der High School durchlief er in den Jahren 1894 bis 1897 die United States Military Academy in West Point. Nach seiner Graduation wurde er als Leutnant der Infanterie zugewiesen. In der Armee durchlief er anschließend alle Offiziersränge vom Leutnant bis zum Brigadegeneral.
In der Folge nahm Charles Roberts am Spanisch-Amerikanischen Krieg teil. Er gehörte damals dem 17. Infanterie-Regiment an und wurde mit diesem in Kuba stationiert. Dabei war er auch an einigen Kampfhandlungen beteiligt. Wenig später nahm Roberts auch am Philippinisch-Amerikanischen Krieg teil. Dort geriet er zwischenzeitlich für einige Monate in Kriegsgefangenschaft.
Nach seiner Rückkehr in die Vereinigten Staaten diente er an verschiedenen Standorten unter anderem in Texas, Montana und Michigan. Daran schloss sich bis 1911 einer erneute Versetzung auf die Philippinen an. Anschließend studierte er am Command and General Staff College in Fort Leavenworth in Kansas. Danach war er dort bis 1914 als Lehrer tätig. Dann gehörte er mit dem 7. Infanterie-Regiment nach der Besetzung von Veracruz 1914 zu den dortigen Besatzungstruppen. In dieser Zeit wurde er zum Major befördert und an den Panamakanal versetzt.
Nach dem amerikanischen Eintritt in den Ersten Weltkrieg im April 1917 war Charles Roberts zunächst mit der Aufstellung und Ausbildung des 46. Infanterie-Regiments betraut. Später wurde er Stabschef bei der 81. Infanteriedivision. Mit dieser Division wurde er im August 1918 auf den europäischen Kriegsschauplatz versetzt, wo er in Frankreich an einigen Gefechten teilnahm. Im Mai 1919 kehrte er in die Vereinigten Staaten zurück.
In der Folge absolvierte er das United States Army War College. Danach kommandierte er verschiedene Infanterie-Regimenter und er lehrte die Fächer Militärwissenschaft und Taktik an der Culver Military Academy. In den Jahren 1924 bis 1927 war er Stabschef der First Corps Area in Boston. Im Februar 1929 erhielt Roberts seine Beförderung zum Brigadegeneral. Er erhielt zunächst das Kommando über die 30. Artilleriebrigade und dann über die amerikanischen Truppen (Panama Canal Division) in der Panamakanalzone. Diese Funktion übte er zwischen Dezember 1930 und April 1931 aus. Danach kommandierte er die 2. Brigade der 1. Infanteriedivision. Zwischen November 1935 und Februar 1936 war er Kommandeur dieser Division. Anschließend kommandierte er noch eine weitere Brigade und den Militärbezirk für Washington, D.C. Am 30. Juni 1937 ging er in den Ruhestand.
Charles Roberts verbrachte seinen Ruhestand in Chevy Chase in Maryland. Dort engagierte er sich in einigen Organisationen. Er war unter anderem Direktor der lokalen Veteranenorganisation. Er war seit 1898 mit Mary Eugenia Bradford (1878–1951) verheiratet. Zwei Söhne wurden ebenfalls Offiziere in der US-Army, in der sie es bis zum Oberst (Colonel) brachten. Roberts starb am 24. Oktober 1966 an den Folgen eines zwei Jahre zuvor erlittenen Schlaganfalls. Er wurde mit vollen militärischen Ehren auf dem Nationalfriedhof Arlington beigesetzt.

## Orden und Auszeichnungen
Charles Roberts erhielt im Lauf seiner militärischen Laufbahn unter anderem folgende Auszeichnungen:
- Medal of Honor
- Army Distinguished Service Medal
- Spanish Campaign Medal
- Army of Cuban Occupation Medal
- Philippine Campaign Medal
- Mexican Service Medal
- World War I Victory Medal
- Croix de guerre 1914–1918 (Frankreich)
- Orden Leopolds II. (Belgien)